# باربارا مارتسانو
باربارا مارتسانو (ایتالیایی: Barbara Marzano؛ زادهٔ ۲ سپتامبر ۱۹۵۳) بازیگر اهل ایتالیا است.
از فیلم‌هایی که وی در آن‌ها نقش داشته است، می‌توان به چه زیباست برناردا، سراپا شبدیز، سراپا پرحرارت، مجلس‌گردان خون‌آشام است، هفت بی‌غیرت ارجمند، تنه، اغواگری و سرانجام… هزار و یک شب اشاره نمود.